# Kiyabera
Kiyabera är ett periodiskt vattendrag i Burundi.   Det ligger i provinsen Muramvya, i den nordvästra delen av landet, 26 kilometer nordost om huvudstaden Bujumbura.
I omgivningarna runt Kiyabera växer i huvudsak städsegrön lövskog. Runt Kiyabera är det tätbefolkat, med 308 invånare per kvadratkilometer.